# Peadar S. Doyle
Peadar Seán Doyle (irisch: Peadar Seán Ua Dubhghaill; † 4. August 1956) war ein irischer Politiker und langjähriges Mitglied des irischen Parlaments.
Doyle gehörte der Gaelic League, der Sinn Féin und schließlich den Irish Volunteers an. Während des Osteraufstandes von 1916 kämpfte er unter Éamonn Ceannt und wurde wie dieser später zum Tode verurteilt. Anders als Ceannt entging Doyle jedoch seiner Hinrichtung. Während des Irischen Unabhängigkeitskrieges wurde einer seiner zwei Söhne, Seán Doyle, im September 1920 von den Black and Tans erschossen.
Peadar Doyle gehörte von 1918 bis 1955, als er schließlich aus gesundheitlichen Gründen zurücktrat, der Dublin Corporation, dem Stadtrat von Dublin, an. In den Jahren von 1941 bis 1943 sowie erneut von 1945 bis 1946 bekleidete er das Amt des Oberbürgermeisters der Stadt.
Im Jahr 1923 wurde Doyle für die Cumann na nGaedheal in den 4. Dáil Éireann gewählt. Er gehörte dem Dáil Éireann bis zu seinem Tode an. Ab dem 8. Dáil vertrat er dort die Fine Gael, in der die Cumann na nGaedheal 1933 aufgegangen war.